# Leslie Waller
Pour les articles homonymes, voir Waller.
Leslie Waller, né le 1er avril 1923 à Chicago dans l’Illinois et mort le 29 mars 2007 à Rochester dans l’État de New York, est un écrivain américain, auteur de roman policier, d'espionnage et de politique-fiction. Il a également publié sous les pseudonymes C.S. Cody et Patrick Mann.

## Biographie
Fils d'immigrants ukrainiens, Leslie Waller est diplômé de Hyde Park Academy High School (en) puis s'inscrit à l'université de Chicago. En janvier 1942, pendant la Seconde Guerre mondiale, il rejoint l’US Air Force. Il retourne à l'université de Chicago en 1946. Il est ensuite reporter criminel au City News de Chicago puis agent de relations publiques dans plusieurs entreprises.
En 1944, il publie son premier roman Three Day Pass. En 1950, il écrit avec Arnold Drake l'une des premières bandes dessinées américaines publiées directement en album, It Rhymes with Lust. En 1963, il écrit un roman de politique-fiction « K » racontant la tentative d'assassinat de Nikita Khrouchtchev par une organisation d'extrême droite à New York. Sa trilogie The Banker en 1963, The Family en 1968 et The American en 1971 est classée parmi les best-sellers du New York Times.
En 1976, il publie La Légion des donneurs (Hide in Plain Sight), histoire romancée de Tom Leonhard que sa femme a quitté pour un truand repenti Paddy Calabrese. Ce dernier a bénéficié d'une nouvelle identité mais Tom Leonhard, sans nouvelle de ses enfants, porte plainte pour en obtenir la garde. Selon Claude Mesplède « Cette histoire vraie s'attarde sur un phénomène typiquement américain : l'amnistie des repentis et la mise en place de leur protection. Ceci aboutit à une sorte de relation complice entre le pouvoir politique et celui de la pègre. Passionnant ! » . Cette histoire est adaptée en 1980 par James Caan avec le titre L'Impossible Témoin.
Sous le pseudonyme de C.S. Cody, il fait paraître deux romans policiers et sous celui de Patrick Mann, plusieurs autres romans dont, en 1975, La Grande Pagaille (Dog Day Afternoon), adapté par Sidney Lumet en 1975 avec le titre Un après-midi de chien. Il écrit une novélisation en 1984, Falcon Crest à partir du feuilleton télévisé homonyme.

## Œuvre

### Romans signés Leslie Waller
- Three Day Pass, 1944
- Show Me the Way, 1947
- The Bed She Made, 1951
- Phoenix Island, 1958
- The Banker, 1963
- K. Assignment, 1963
  - « K », Série noire no 889, 1964
- Will the Real Toulouse Lautrec Please Stand Up ?, 1965
- Overdrive, 1966
- The Family, 1968
- New Sound, 1968
- A Change in the Wind, 1970
- The American, 1971
- Number One, 1973
- The Coast of Fear, 1974
  - Le Rivage de la peur, Éditions de Trévise, 1976
- The Swiss Account, 1976
- Hide in Plain Sight, 1976
  - La Légion des donneurs, Super noire no 106, 1978
- Close Encounters of the Third Kind, 1977 (coécrit avec Steven Speilberg)
- Trocadero, 1978
- The Brave and the Free, 1979
- Blood and Dreams, 1980
- Gameplan, 1983
- Embassy, 1987
- Amazing Faith, 1988
- Mafia Wars, 1991
- Deadly Sins, 1992
- Tango Havana, 1993
- Manhattan Transfer, 1994
- Eden, 1997
- Comeback, 1997
- Target Diana, 2001

### Romans signés C.S. Cody
- The Witching Night, 1953
- Lie Like a Lady, 1955

### Romans signés Patrick Mann
- The Vacancy, 1974
- Dog Day Afternoon, 1975
  - La Grande Pagaille, Super noire no 30, 1975, réédition Carré noir no 503, 1983
- Steal Big, 1979
- Falcon Crest, 1984

### Essais
- Explorers, 1963
- Time, 1964
- Electricity, 1965
- The Swiss Bank Connection, 1972
- The Mob: The Story of Organized Crime in America, 1973
- Half Life, 1995

## Filmographie
- 1953 : A Man in the Kitchen, épisode la série télévisée Lux Video Theatre (en)
- 1972 : Irish Whiskey Rebellion réalisé par Chester Erskine
- 1975 : Un après-midi de chien, adaptation de Dog Day Afternoon réalisée par Sidney Lumet, avec Al Pacino
- 1980 : L'Impossible Témoin, adaptation de Hide in Plain Sight réalisée par James Caan

## Sources
- Claude Mesplède (dir.), Dictionnaire des littératures policières, vol. 2 : J - Z, Nantes, Joseph K, coll. « Temps noir », 2007, 1086 p. (ISBN 978-2-910686-45-1, OCLC 315873361), p. 989-990.
- Claude Mesplède, Les années "Série noire" : bibliographie critique d'une collection policière, vol. 2 : 1959-1966, Amiens, Editions Encrage, coll. « Travaux » (no 17), 1993 (ISBN 978-2-906389-43-4).
- Claude Mesplède, Les années "Série noire" bibliographie critique d'une collection policière, t. 4 : 1972-1982, Amiens, Encrage, coll. « Travaux » (no 25), 1995, 318 p. (ISBN 978-2-906389-63-2).
- Claude Mesplède et Jean-Jacques Schleret, SN, voyage au bout de la Noire : inventaire de 732 auteurs et de leurs œuvres publiés en séries Noire et Blème : suivi d'une filmographie complète, Paris, Futuropolis, 1982, 476 p. (OCLC 11972030).